# Jean-Michel Aulas
Jean-Michel Aulas (L'Arbresle, França, 22 de março de 1949) é um empresário francês. Ele é o fundador da CEGID (Compagnie Européenne de Gestion par l'Informatique Décentralisée) e também é dono e presidente do time de futebol francês Olympique de Lyon desde 1999.